# バック・トゥ・ザ21世紀〜気づけば未来があふれてた〜
『バック・トゥ・ザ21世紀〜気づけば未来があふれてた〜』（バック・トゥ・ザにじゅういっせいき きづけばみらいがあふれてた）は、2015年12月28日から2016年1月3日までBS日テレ、BS朝日、BS-TBS、BSジャパン、BSフジの5局でリレー放送されていた5局共同製作の教養番組である。全5回。

## 概要
上記の5局が2000年12月1日に一斉開局してからの15年間の歩みを振り返る内容で放送。2015年12月1日から2016年1月31日まで行われたBS見本市15祭の関連特番であり、各局が2006年から年末年始に放送しているBS民放5局共同特別番組の1つでもある。

## 出演者
- 吉田未来研究所長（総合司会）：吉田鋼太郎
- 助手（アシスタント兼コメンテーター）：森レイ子
- スリープガール/ボーイ（リポーター）

## 放送テーマ
| 話    | 初回放送日時                         | 製作放送局 | テーマ       | スリープガール/ボーイ |
| ----- | ------------------------------------ | ---------- | ------------ | --------------------- |
| 第1章 | 2015年12月28日（月曜） 21:00 - 23:00 | BS朝日     | 21世紀の仕事 | 岡野真也              |
| 第2章 | 2015年12月29日（火曜） 21:00 - 23:00 | BS-TBS     | 21世紀の女性 | 村杉蝉之介            |
| 第3章 | 2015年12月30日（水曜） 21:00 - 23:00 | BS日テレ   | 21世紀の怪物 | 駒木根隆介            |
| 第4章 | 2016年1月2日（土曜） 21:00 - 23:00   | BSジャパン | 21世紀の東京 | 古舘寛治              |
| 第5章 | 2016年1月3日（日曜） 21:00 - 23:00   | BSフジ     | 21世紀の時間 | 山田麻衣子            |